# Pyramica rudinodis
Pyramica rudinodis är en myrart som först beskrevs av Staercke 1941.  Pyramica rudinodis ingår i släktet Pyramica och familjen myror. Inga underarter finns listade i Catalogue of Life.